# Trophée Bert Bell
Le trophée Bert Bell (en anglais : Bert Bell Award) est un trophée sportif décerné chaque année par le Maxwell Football Club (en) au joueur de football américain de l'année en  National Football League (NFL).
Ce prix rend hommage à Bert Bell (1895-1959), commissaire de la National Football League (NFL) et fondateur du Maxwell Football Club.
Les personnes pouvant voter pour l'attribution du trophée sont les membres du personnel d'encadrement des joueurs de la NFL, les membres du Maxwell Football Club, les membres de la Pro Football Writers of America Association (en) et des médias locaux.
Le prix est remis à l'occasion du banquet annuel du Maxwell Football Club et le trophée est une statue représentant Bert Bell.
Peyton Manning (2003, 2004 et 2013), Randall Cunningham (1988, 1990 et 1998) et Johnny Unitas (1959, 1964 et 1967) détiennent à égalité le record du plus grand nombre de trophées Bert Bell reçus.

## Palmarès
| Saison | Joueur                 | Poste            | Équipe                             | Réf.   |
| ------ | ---------------------- | ---------------- | ---------------------------------- | ------ |
| 1959   | Johnny Unitas          | Quarterback      | Colts de Baltimore                 | [ 1 ]  |
| 1960   | Norm Van Brocklin      | Quarterback      | Eagles de Philadelphie             | [ 2 ]  |
| 1961   | Paul Hornung           | Running back     | Packers de Green Bay               | [ 3 ]  |
| 1962   | Andy Robustelli (en)   | Defensive end    | Giants de New York                 | [ 4 ]  |
| 1963   | Jim Brown              | Running back     | Browns de Cleveland                | [ 5 ]  |
| 1964   | Johnny Unitas (2)      | Quarterback      | Colts de Baltimore                 | [ 6 ]  |
| 1965   | Pete Retzlaff          | Tight end        | Eagles de Philadelphie             | [ 7 ]  |
| 1966   | Don Meredith           | Quarterback      | Cowboys de Dallas                  | [ 8 ]  |
| 1967   | Johnny Unita (3)       | Quarterback      | Colts de Baltimore                 | [ 9 ]  |
| 1968   | Leroy Kelly            | Running back     | Browns de Cleveland                | [ 10 ] |
| 1969   | Roman Gabriel (en)     | Quarterback      | Rams de Los Angeles                | [ 11 ] |
| 1970   | George Blanda          | Quarterback      | Raiders d'Oakland                  | [ 12 ] |
| 1971   | Roger Staubach         | Quarterback      | Cowboys de Dallas                  | [ 13 ] |
| 1972   | Larry Brown            | Running back     | Redskins de Washington             | [ 14 ] |
| 1973   | O. J. Simpson          | Running back     | Bills de Buffalo                   | [ 15 ] |
| 1974   | Merlin Olsen           | Defensive tackle | Rams de Los Angeles                | [ 16 ] |
| 1975   | Fran Tarkenton         | Quarterback      | Vikings du Minnesota               | [ 17 ] |
| 1976   | Ken Stabler            | Quarterback      | Raiders d'Oakland                  | [ 18 ] |
| 1977   | Bob Griese             | Quarterback      | Dolphins de Miami                  | [ 19 ] |
| 1978   | Terry Bradshaw         | Quarterback      | Steelers de Pittsburgh             | [ 20 ] |
| 1979   | Earl Campbell          | Running back     | Oilers de Houston                  | [ 21 ] |
| 1980   | Ron Jaworski (en)      | Quarterback      | Eagles de Philadelphie             | [ 22 ] |
| 1981   | Ken Anderson           | Quarterback      | Bengals de Cincinnati              | [ 23 ] |
| 1982   | Joe Theismann          | Quarterback      | Redskins de Washington             | [ 24 ] |
| 1983   | John Riggins           | Running back     | Redskins de Washington             | [ 25 ] |
| 1984   | Dan Marino             | Quarterback      | Dolphins de Miami                  | [ 26 ] |
| 1985   | Walter Payton          | Running back     | Bears de Chicago                   | [ 27 ] |
| 1986   | Lawrence Taylor        | Linebacker       | Giants de New York                 | [ 28 ] |
| 1987   | Jerry Rice             | Wide receiver    | 49ers de San Francisco             | [ 7 ]  |
| 1988   | Randall Cunningham     | Quarterback      | Eagles de Philadelphie             | [ 29 ] |
| 1989   | Joe Montana            | Quarterback      | 49ers de San Francisco             | [ 30 ] |
| 1990   | Randall Cunningham (2) | Quarterback      | Eagles de Philadelphie             | [ 31 ] |
| 1991   | Barry Sanders          | Running back     | Lions de Détroit                   | [ 32 ] |
| 1992   | Steve Young            | Quarterback      | 49ers de San Francisco             | [ 33 ] |
| 1993   | Emmitt Smith           | Running back     | Cowboys de Dallas                  | [ 34 ] |
| 1994   | Steve Young (2)        | Quarterback      | 49ers de San Francisco             | [ 34 ] |
| 1995   | Brett Favre            | Quarterback      | Packers de Green Bay               | [ 34 ] |
| 1996   | Brett Favre (2)        | Quarterback      | Packers de Green Bay               | [ 34 ] |
| 1997   | Barry Sanders (2)      | Running back     | Lions de Détroit                   | [ 34 ] |
| 1998   | Randall Cunningham (3) | Quarterback      | Vikings du Minnesota               | [ 34 ] |
| 1999   | Kurt Warner            | Quarterback      | Rams de Saint-Louis                | [ 34 ] |
| 2000   | Rich Gannon            | Quarterback      | Raiders d'Oakland                  | [ 34 ] |
| 2001   | Marshall Faulk         | Running back     | Rams de Saint-Louis                | [ 34 ] |
| 2002   | Rich Gannon (2)        | Quarterback      | Raiders d'Oakland                  | [ 34 ] |
| 2003   | Peyton Manning         | Quarterback      | Colts d'Indianapolis               | [ 34 ] |
| 2004   | Peyton Manning (2)     | Quarterback      | Colts d'Indianapolis               | [ 34 ] |
| 2005   | Shaun Alexander        | Running back     | Seahawks de Seattle                | [ 34 ] |
| 2006   | LaDainian Tomlinson    | Running back     | Chargers de San Diego              | [ 34 ] |
| 2007   | Tom Brady              | Quarterback      | Patriots de la Nouvelle-Angleterre | [ 34 ] |
| 2008   | Adrian Peterson        | Running back     | Vikings du Minnesota               | [ 34 ] |
| 2009   | Drew Brees             | Quarterback      | Saints de La Nouvelle-Orléans      | [ 34 ] |
| 2010   | Michael Vick           | Quarterback      | Eagles de Philadelphie             | [ 34 ] |
| 2011   | Aaron Rodgers          | Quarterback      | Packers de Green Bay               | [ 34 ] |
| 2012   | Adrian Peterson (2)    | Running back     | Vikings du Minnesota               | [ 34 ] |
| 2013   | Peyton Manning (3)     | Quarterback      | Broncos de Denver                  | [ 34 ] |
| 2014   | J. J. Watt             | Defensive end    | Texans de Houston                  | [ 34 ] |
| 2015   | Cam Newton             | Quarterback      | Panthers de la Caroline            | [ 35 ] |
| 2016   | Matt Ryan              | Quarterback      | Falcons d'Atlanta                  | [ 36 ] |
| 2017   | Carson Wentz           | Quarterback      | Eagles de Philadelphie             | [ 34 ] |
| 2018   | Patrick Mahomes        | Quarterback      | Chiefs de Kansas City              | [ 34 ] |
| 2019   | Lamar Jackson          | Quarterback      | Ravens de Baltimore                | [ 34 ] |